# Schafschere

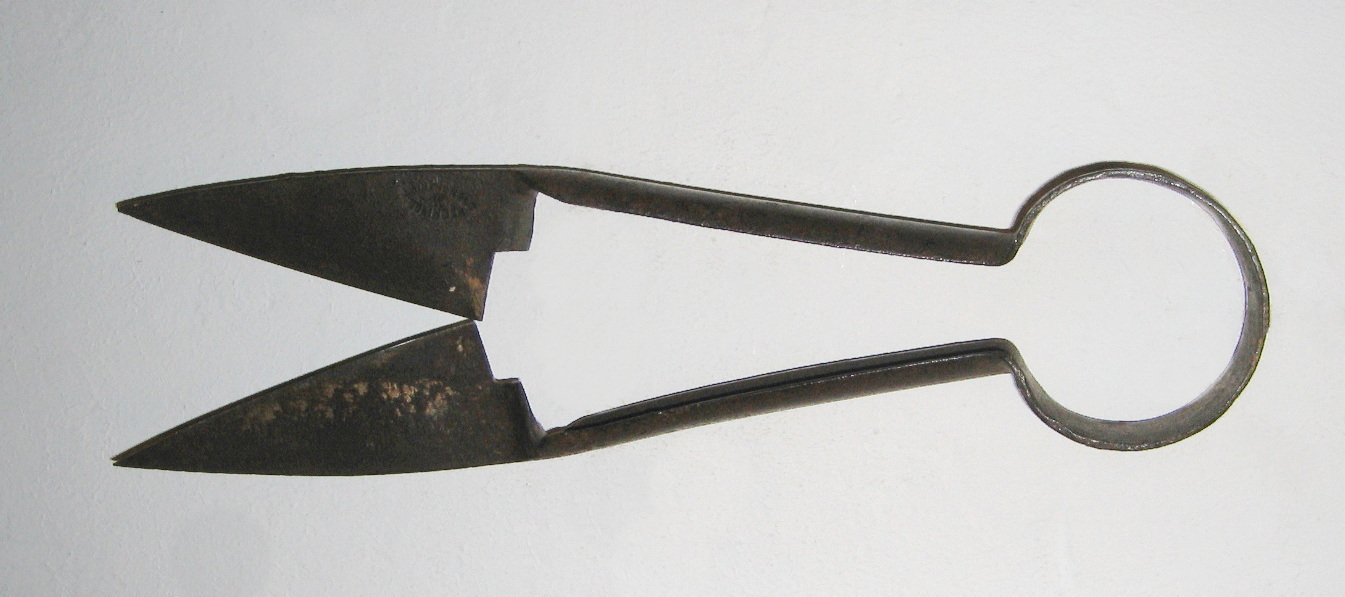
Schafschere im Heimatmuseum Eversberg

Schafschere im Wappen von Ispringen

Die Schafschere ist eine Bügelschere und ein altes Handwerkzeug aus dem bäuerlichen Alltag. Sie dient zur Schur der Schafe und besteht aus einem U-förmigen Stück Metall, dessen Schenkel zu Klingen geschmiedet sind. Sie schneidet, indem die beiden Klingenarme mit einer Hand zum Schneiden zusammengedrückt werden und sich für den nächsten Schnitt durch Entspannen der Handmuskulatur wieder selbst öffnen. So ist die Schere erneut schnittbereit. Diese Schere wird heute nur noch selten angewendet. Die Schur wird mit elektrisch betriebenen Schurgeräten in heutiger Zeit rationeller durchgeführt.

## Schere als Wappenfigur
Die Schafschere hat aber in vielen Wappen als gemeine Figur in die Heraldik Einzug gehalten. Sie ist von den Scheren die verbreitetste im Wappen. Sie unterscheidet sich von der Tuchschere wenig. Die Schneiderschere ist als Gelenkschere ein anderer Grundtyp Schere und im Wappen sicher von den anderen zu unterscheiden. Scheren findet man in vielen Handwerker- und Innungswappen.

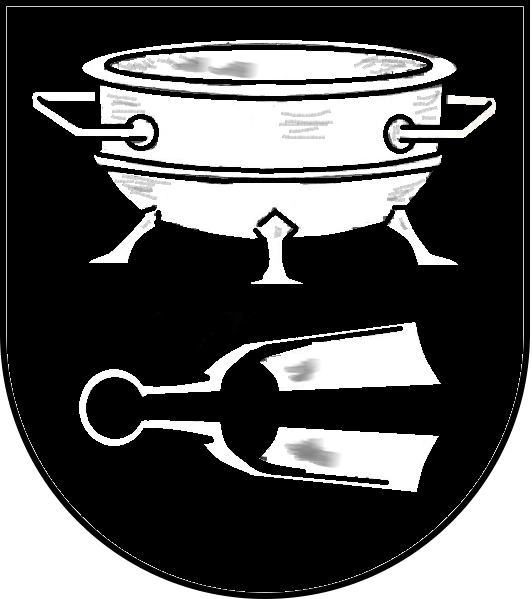
Wappen von Dettelbach–Schernau